# Плакучі янголи
Плакучі янголи (англ. Weeping Angels) — вигадані істоти, іншопланетні хижаки з довготривалого науково-фантастичного телесеріалу «Доктор Хто». З часу їх першої появи в серії «Кліп-кліп» 2007 року, плакучі янголи були оцінені як найстрашніші монстри за всю історію серіалу. Також ці створіння з'явились у спін-офі «Доктора Хто» — телесеріалі «Клас». Їх творцем є Стівен Моффат.

## Опис
Доктор говорив, що ангели «Істоти з іншого світу. (…) Ніхто точно не знає звідки вони прийшли, але вони давні як світ і прожили так довго, бо наділені найдосконалішою системою захисту». Плакучі янголи нерухомі, поки на них хтось дивиться. Але варто спостерігачу відвернути погляд чи кліпнути і ангели переміщуються. За словами Доктора, вони надзвичайно швидкі. Ці створіння є хижаками, але безпосередньо не вбивають жертву. Їхній процес живлення зумовлюється тим, що коли вони доторкаються до жертви, вона потрапляє в минуле і проживає там життя. Натомість ангели живляться «потенціальною енергією» років, які вона могла прожити в рідному часі.

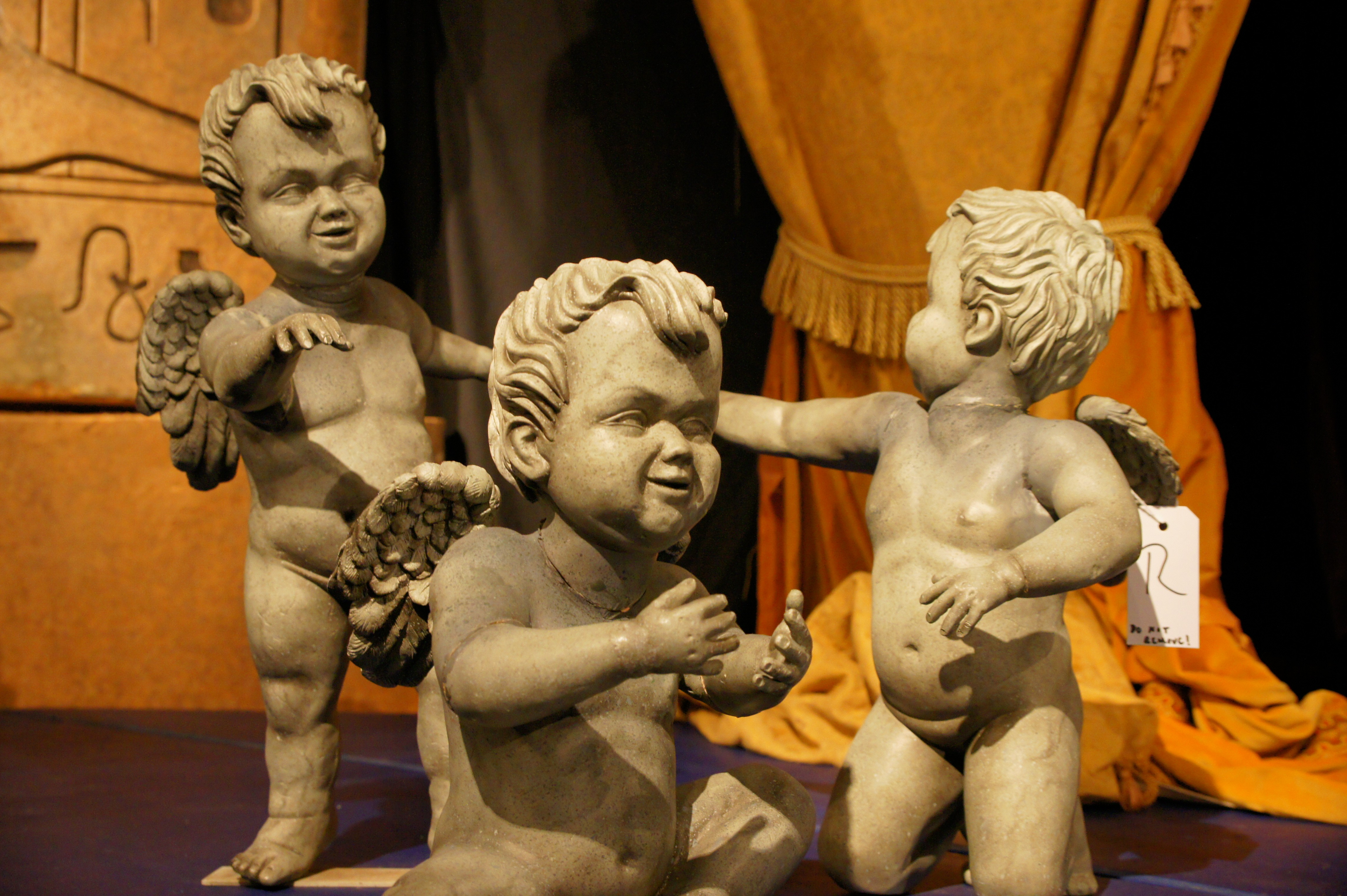
Молоді ангели — херувими, показані на виставці Doctor Who Experience.

Зовні вони виглядають як кам'яні статуї у драпірованому одязі. Окрім крил, вони схожі на звичних земних людей (навіть якщо знаходяться на інших планетах з іншою формою життя («Час янголів») з пропорційним обличчям. Більшість ангелів закривають очі руками, щоб не дивитись один на одного (в протилежному випадку вони кам'яніють, якщо їх, звичайно, хтось не перемістить), тому їх і називають плакучими. Після переривання зорового контакту з ними, ангели набувають агресивної форми — більш звірячий та демонічний вигляд з кігтями на руках і вампіриними зубами. В серії «Янголи захопили Мангеттен» був показаний інший тип плакучих ангелів — херувими. Вони, на відміну від перших, можуть видавати звуки, такі як дитячий сміх та чутні кроки. Не прямо сказано, що це молоді ангели, але їх називають «немовлятами». Також ці істоти можуть набувати вигляду інших статуй, наприклад у тій же серії «Янголи захопили Мангеттен» один з ангелів замінив Статую Свободи (або скопіював її вигляд). В останні секунди «Кліп-кліп» показано, що кожна статуя може бути замаскованим плакучим ангелом.
Плакучі ангели фізично сильні, але рідко коли фізично вбивають жертву, тому що це марна трата потенціальної енергії, якою ангели могли б поживитись. Винятком є ситуація, коли ангели хочуть поговорити з іншими істотами. Тоді вони ламають шию жертві, і говорять її голосом та почуттями. У серії «Час янголів» п'ятого сезону солдат Церкви на прізвисько Ангел Боб стає голосом ангелів та пояснює Одинадцятому Доктору свої мотиви перед тим, як зникнути в розломі часу.
Ймовірно, в плакучих ангелів мало культури і мотивації, окрім хижацького голоду. Доктор назвав їх «найсамотнішими істотами Всесвіту», тому що процес «квантового замикання» зором унеможливлює їхнє спілкування з іншими расами. Між собою вони все-таки спілкуються, бо часто працюють групами. У випадку спілкування з іншими істотами (використовуючи метод ламання шиї, згаданий вище) вони проявили відсутність співчуття або інших емоцій, окрім садизму, рішучості і голоду.
Ці створіння зазвичай живляться енергією живих істот, але іноді використовують і електроніку. Відправивши Десятого Доктора і Марту Джонс у минуле, вони прагнули забрати часову енергію з двигуна TARDIS. Проте наслідками могло стати те, що «це загасить Сонце», говорив Доктор. Повністю голодний ангел назавжди стане кам'яною статуєю. Чим ближче до точки голоду, тим ангел буде рухатись повільніше. В нормальному стані за частку секунди він здатен пройти кілька метрів, а більш голодний лише маленький крок.
Плакучі янголи також здатні проєктувати себе за допомогою зображень. У серії «Час янголів» Рівер Сонг мала давню книгу про те, як вберегтись від ангелів, де було сказано, що «зображення янгола і є самим янголом». Це означає, що вони здатні застигнути у вигляді зображення на моніторі, а потім матеріалізуватись в приміщенні з цим монітором. Якщо ж їм це не вдалося, то ангели можуть вписати свій образ в око людини. Емілія Понд була заражена таким чином. Вона змогла призупинити (але не усунути повністю) процес матеріалізації ангела, закривши очі і уникнувши порушенню фільтру її зорового нерва. У романі «Торканий ангелом» голодний ангел був заблокований у зображенні. Повністю голодному ангелові, не вдасться матеріалізуватися, тому що він знесилений. Щоб зупинити рух, достатньо спостерігати за зображенням і не кліпати чи відвертати погляд.
Плакучі янголи добре відомі Рівер Сонг, яка з'явилась у двох з трьох головних історій про них. Героїня згадувала, що вивчала їхню природу і хотіла дізнатися більше. У серії «Янголи захопили Мангеттен» сьомого сезону, хоч вони й були видалені з історії Нью-Йорку, один ангел зміг перемістити в минуле супутників Доктора — Емі Понд і Рорі Вільямса.
У спецвипуску 2013 року «Час Доктора» — фінальній серії Одинадцятого Доктора, мінімум два ангели були помічені, коли Доктор і Клара потрапили на планету Трензалор. Тоді починалася хуртовина і ангелів було важко помітити, тим не менш герої змогли врятуватися.
Один з ангелів був показаний у монастирі на Галліфреї у фінальній серії дев'ятого сезону «Одержимий Дияволом».
Плакучий янгол з'явився у фінальній серії спін-офу «Доктора Хто» — серіалі «Клас», де він вбиває директорку Школи Коал-Хілл на ім'я Дороті Еймс.
Один з плакучих янголів є в'язнем на метеориті, де перебував і Тринадцятий Доктор, що було показано у спецвипуску «Революція далеків».

## Появи

### Доктор Хто
- «Кліп-кліп» (2007)
- «Час янголів» / «Плоть і камінь» (2010)
- «Янголи захопили Мангеттен» (2012)

#### Камео
- «Комплекс Бога» (2011)
- «Час Доктора» (2013)
- «Одержимий Дияволом» (2015)
- «Революція далеків» (2021)

### Клас
- «Загублені» (2016)

### Романи
- «Торканий ангелом»
- «Магія ангелів»
- «Поцілунок ангела: Таємниця Мелоді Мелоун»
- «Десять маленьких прибульців»[2]

### Аудіоп'єси
- «Занепалі ангели»
- «Бік ангелів»

## Сприйняття
У опитуванні, проведеному BBC, серед 2000 читачів журналу Doctor Who Adventures плакучих янголів назвали найстрашнішими монстрами 2007 року. За них проголосувало 55 % читачів, Майстер і далеки посіли друге й третє місце з 15 % і 4 % відповідно. Зазвичай у подібних опитуваннях перше місце посідали далеки. Морей Лейнґ, редактор Doctor Who Adventures, високо оцінив концепцію втечі від чудовиська, не кліпнувши, що водночас є і простим, і важким завданням. В опитуванні 2012 року, проведеному Radio Times, десять тисяч респондентів (49,4 %) визнали, що плакучі ангели є найкращими монстрами «Доктора Хто». Далеки зайняли друге місце (17 %).
Нілл Ґейман розмістив плакучих янголів на третє місце у своєму «ТОП10 нових класичних монстрів» у Entertainment Weekly. Газета «Дейлі Телеграф» помістила ангелів на третє місце свого списку кращих лиходіїв серіалу, позаду них знаходились автони і далеки. Монстри також були названі TV Squad найстрашнішими на телебаченні. У 2009 році журнал SFX назвав кульмінацію «Кліп-кліп», де ангели наступають на Саллі і Ларрі найстрашнішим момент за історію «Доктора Хто». Вони ж згадали їх у своєму списку улюблених речей відродженого серіалу як «Найкращі. Монстри, будь-коли.»
Серія «Кліп-кліп» отримала Премію «Г'юго» за найкращу драматичну постановку (коротка форма) у 2008 році.

## Популярна культура
«Плакучий ангел» — назва хакерського інструмента, розкритого в Vault 7 та розробленого у співпраці ЦРУ та MI5, що використовується в смарт-телевізорах для прихованої радіоелектронної розвідки. Після підключення до відповідного телевізора, він записує оточення, навіть коли телевізор вимкнений. Утім, немає жодних доказів того, що він коли-небудь діяв.

## Квантова механіка
Плакучі янголи описуються як «квантово замкнені» істоти, які не існують при їх спостереженні. Процес спостереження дуже важливий у теорії квантової механіки (див. Кіт Шредінгера). Теорема Белла є no-go-теоремою квантової механіки, що стосується існування або не існування локальних прихованих параметрів. Можна вважати, що приховані параметри не існують, поки за ними не почнуть спостерігати.